# Гарматий, Владимир Михайлович
Владимир Михайлович Гарматий (4 августа 1992, село Чернелев-Русский, Тернопольский район, Тернопольская область, Украина — 25 июля 2014, Свердловский район (Луганская область)) — украинский военный, младший лейтенант Вооружённых сил Украины, командир минометного взвода 51-й отдельной механизированной бригады. Герой Украины (2016, посмертно).

## Биография
Родился 4 августа 1992 года в селе Чернелев-Русский (Тернопольский район, Тернопольская область, Украина). Начальные классы окончил в Чернелево-Русской школе, затем перешёл в  среднюю образовательную школу села Соборного, затем учился в Великоборковской средней образовательной школе-гимназии им. Степана Балеа.
Принимал активное участие в событиях на Майдане. Параллельно обучался на пятом курсе факультета учета и аудита Тернопольского национального экономического университета (в 2013 году закончил военную кафедру этого же университета), когда его мобилизовали в армию в апреле 2014 года.
Служил под Северодонецком. Участвовал в боях под Изварино. 25 июля 2014, во время эвакуации техники, Владимир Гарматий подорвался на фугасе. С ним было еще 7 солдат. Через несколько дней родственникам сообщили, что тело погибшего находится в днепропетровском морге, к тому времени официальных подтверждений гибели Владимира не было. Похоронен в родном селе.

## Награды
- Звание Герой Украины с вручением ордена «Золотая Звезда» (13 октября 2016, посмертно) — «за исключительное мужество и героизм, проявленные в защите государственного суверенитета и территориальной целостности Украины, верность военной присяге»[2].